# Vytegra (flod)

Vytegra (russisk: Вытегра) er en flod i Vologda oblast i Rusland. Den er 64 km lang, med et afvandingsareal på 1.670 km2. Vytegra udspringer fra Matkozero og udmunder i Onega. Floden udgør en del af Volga-Østersøkanalen.
61°05′52″N 36°17′10″Ø / 61.0978°N 36.2861°Ø